# DualDisc
DualDisc es un tipo de disco óptico desarrollado por un grupo de compañías disqueras, que incluyen a EMI Music, Universal Music Group, Sony/BMG Music Entertainment, Warner Music Group, y Grupo de Entretenimiento 5.1. Presenta como característica una capa de audio similar a la de un CD (pero sin seguir las especificaciones del Libro Rojo (Red Book)) en un lado y una de DVD para el otro. Dado lo mencionado, es similar (pero distinto) al DVD Plus inventado en Europa por Dierter Dierks. 
Los DualDiscs aparecieron por primera vez en Estados Unidos en marzo de 2004 como parte de una prueba de mercado conducida por las 5 compañías que desarrollaron el producto. La prueba involucró a 30 títulos, empezando a ser lanzados de forma limitada a vendedores en Boston, Massachusetts, y Seattle, Washington. La prueba de mercado pareció ser un éxito luego de que el 82% de los que respondieron a los cuestionarios (que venían incluidos en los títulos de prueba) afirmaran que los DualDiscs sastifacían o excedían sus expectativas. En adición, un 90% de los que respondieron dijeron que recomendarían DualDisc a sus amigos.
Los títulos en DualDisc fueron un impacto para los vendedores en Estados Unidos para febrero del año 2005; sin embargo, algunos títulos estuvieron disponibles desde noviembre de 2004. La industria disquera tenía cerca de 200 títulos en DualDisc disponibles para finales de 2005 y cerca de 2 millones de unidades fueron vendidas para la mitad de ese año.

## Características
- 1. CD: incluye todos los temas del álbum en calidad normal (44.1 kHz / 16 bits LPCM). Este lado no cumple con las especificaciones expuestas en el Libro Rojo de Compact Disc Digital Audio.

- 2. DVD: incluye todos los temas del álbum en formato de alta definición (48, 96, 192 kHz / 24 bits MLP) o en definición estándar (48 kHz / 16 bits AC-3).

- También incluye extras como recitales en vivo; vídeos y otros.

El lado del DVD suele incluir el audio cumpliendo con el estándar DVD-Audio. Para aumentar la compatibilidad con lectores DVD que no reconocen el formato DVD-Audio, las discográficas incluyen también el sonido en Dolby Digital (AC-3).
Es importante recordar que tal vez no todos los reproductores de DVD pueden reproducir correctamente el DVD ya que el mismo está grabado en formato 96 kHz/24 bits (PCM LINEAL)[cita requerida]. El reproductor debe estar configurado para estas características o en caso de que sea un PC necesita una tarjeta de sonido especialmente preparada.